# Basic Capability Index

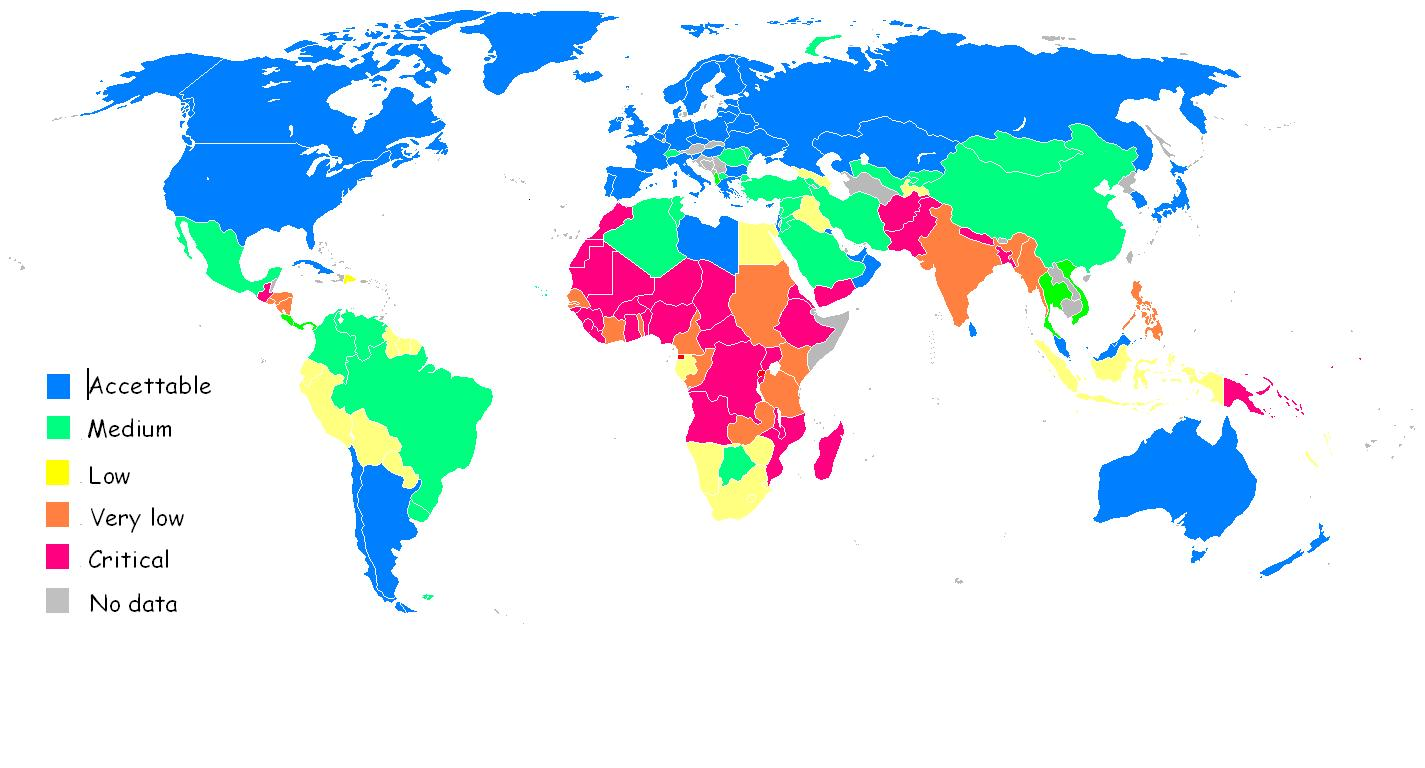
Basic capabilitie index

Il Basic Capabilities Index nasce dal tentativo di trovare indicatori:
- che non misurino solo il guadagno economico (income) di una nazione
- che siano legati agli Obbiettivi di sviluppo del Millennio
- che siano facilmente disponibili per tutti i paesi
- che siano sintetici

Ricordiamo infatti come in pratica gli indicatori del suddetto Millennium Development Goals siano 48 e se da una parte non sono disponibili per tutti i paesi, per altro non riescono a fotografare sinteticamente lo stato di un paese.
Questo pensiero è alla origine della nascita del Basic Capability Index (letteralmente Indice di capacità di base) o indice che misura gli spostamenti degli indicatori sociali.
È ottenuto da una media di tre indicatori:
- percentuale di bambini che raggiungono il quinto grado di istruzione
- percentuale di sopravvivenza al quinto anno di vita
- percentuale di gravidanze assistite da personale sanitario esperto.